# Orla Taumanan

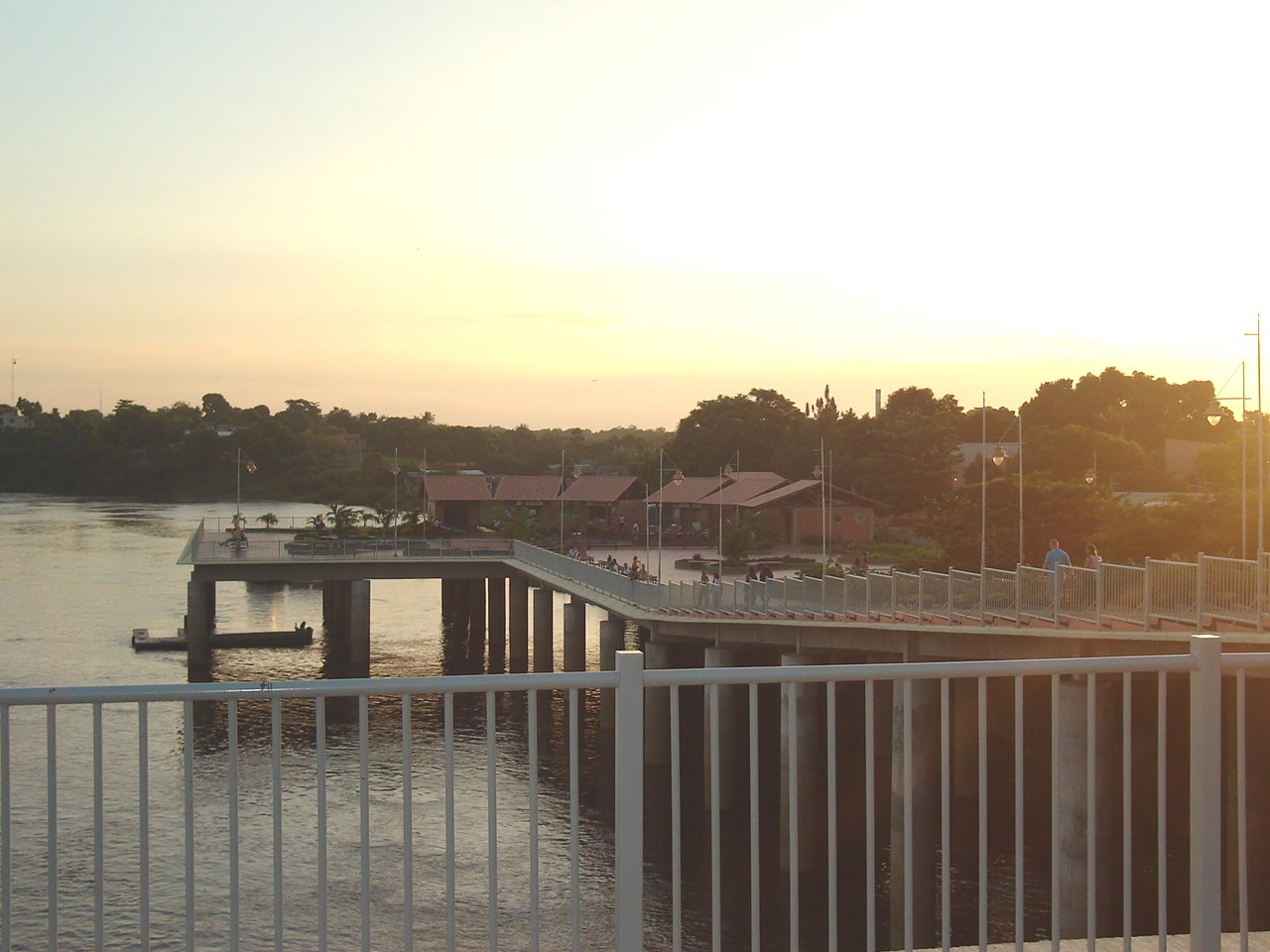
Vista da plataforma Weikepá desde a plataforma Meremê.

A Orla Taumanan é uma grande estrutura suspensa sobre a margem direita do rio Branco, no centro histórico da cidade brasileira de Boa Vista, capital do Estado de Roraima, construída e mantida pela prefeitura do Município. Foi inaugurada em julho de 2004, totalizando 6.500 metros quadrados.
Bastante frequentada pela população local, é considerada um dos principais pontos turísticos da cidade, abrigando espaços de convivência e praças de alimentação, famosas por concertos musicais de Música Popular Brasileira e Roraimeira, expressão regional. Sua localização propicia um amplo panorama do rio Branco, mais caudaloso do Estado, incluindo vista para a Ilha de São Sebastião, para a Ponte dos Macuxis e para a Praia Grande, nos períodos de estiagem. A sul da orla vê-se ainda, no município do Cantá, a Serra Grande, com seus quase mil metros de altura. Inobstante, numa cidade amazônica de altas temperaturas, a constante brisa fluvial torna-se um atrativo complementar.
Situada próximo ao ponto zero da antiga freguesia de Nossa Senhora do Carmo do Rio Branco, núcleo urbano que originou a cidade, a Orla Taumanan é composta das plataformas Meiremê (arco-íris) — mais alta e defronte à Igreja Matriz de Nossa Senhora do Carmo — e Weikepá (nascer do sol) — defronte ao Monumento aos Pioneiros. Junto à estrutura, em terra firme, encontram-se o tradicional restaurante Ver-o-Rio e suas escadarias e a praça Barreto Leite, além do denominado Projeto Orla II, que inclui a réplica do antigo prédio da Intendência, monumentos, restaurantes e um centro de artesanato.
Próximo da orla operam serviços particulares de navegação fluvial turística. Ali, o rio Branco tem largura aproximada de 1,2 quilômetros, durante o períodos das chuvas, logo após receber as águas do rio Cauamé, no extremo Norte da cidade. A jusante do logradouro, confluem no rio os igarapés Caxangá e Pricumã.
Embora não haja praias naturais na margem em que se encontra a orla — a mais próxima é a Praia Grande, na margem esquerda  —, as condições de balneabilidade no rio Branco são adequadas.

## Fotos

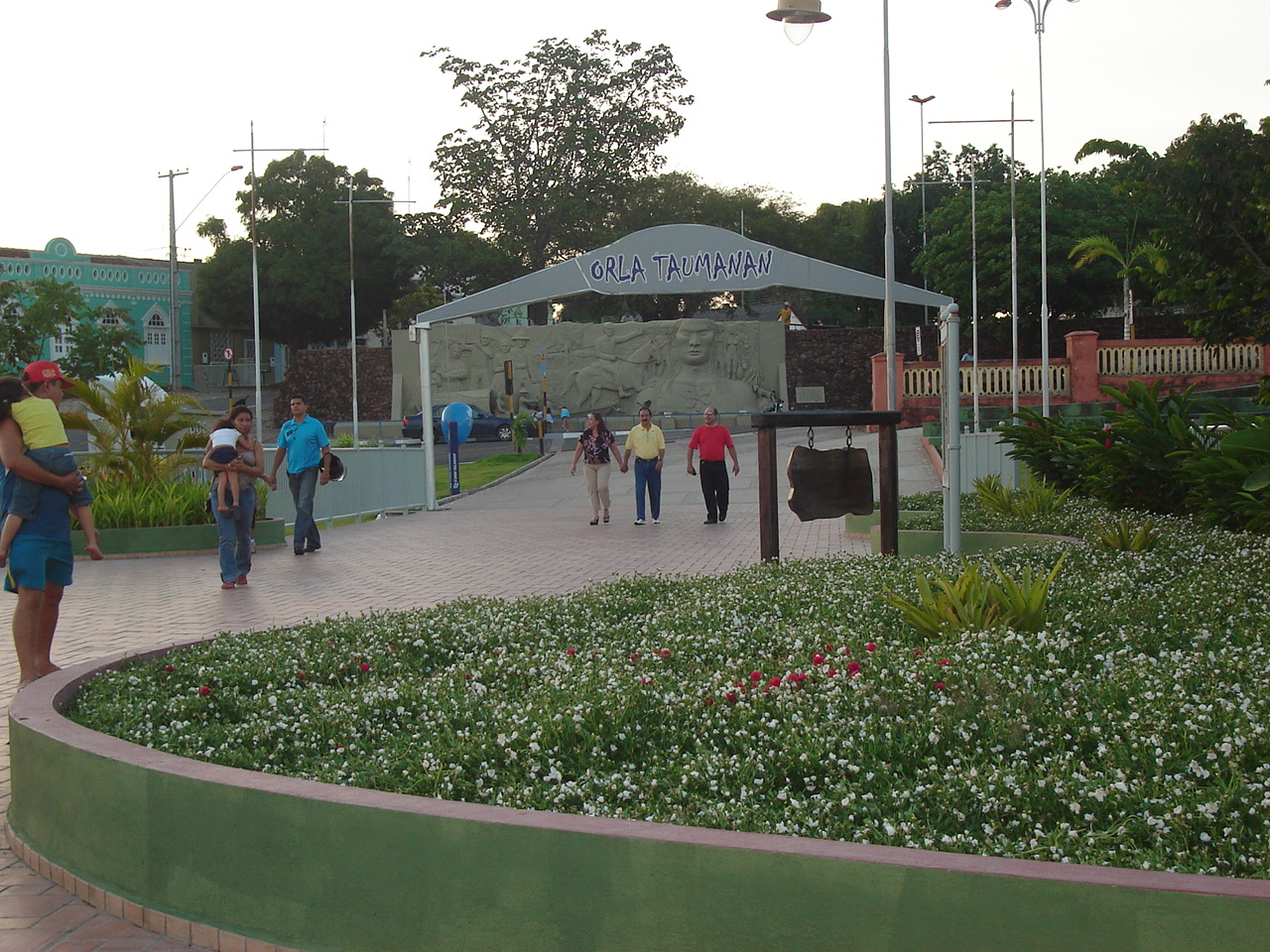
Saída pela Plataforma 1 da Orla Taumanan, ao fundo o Monumento aos Pioneiros.
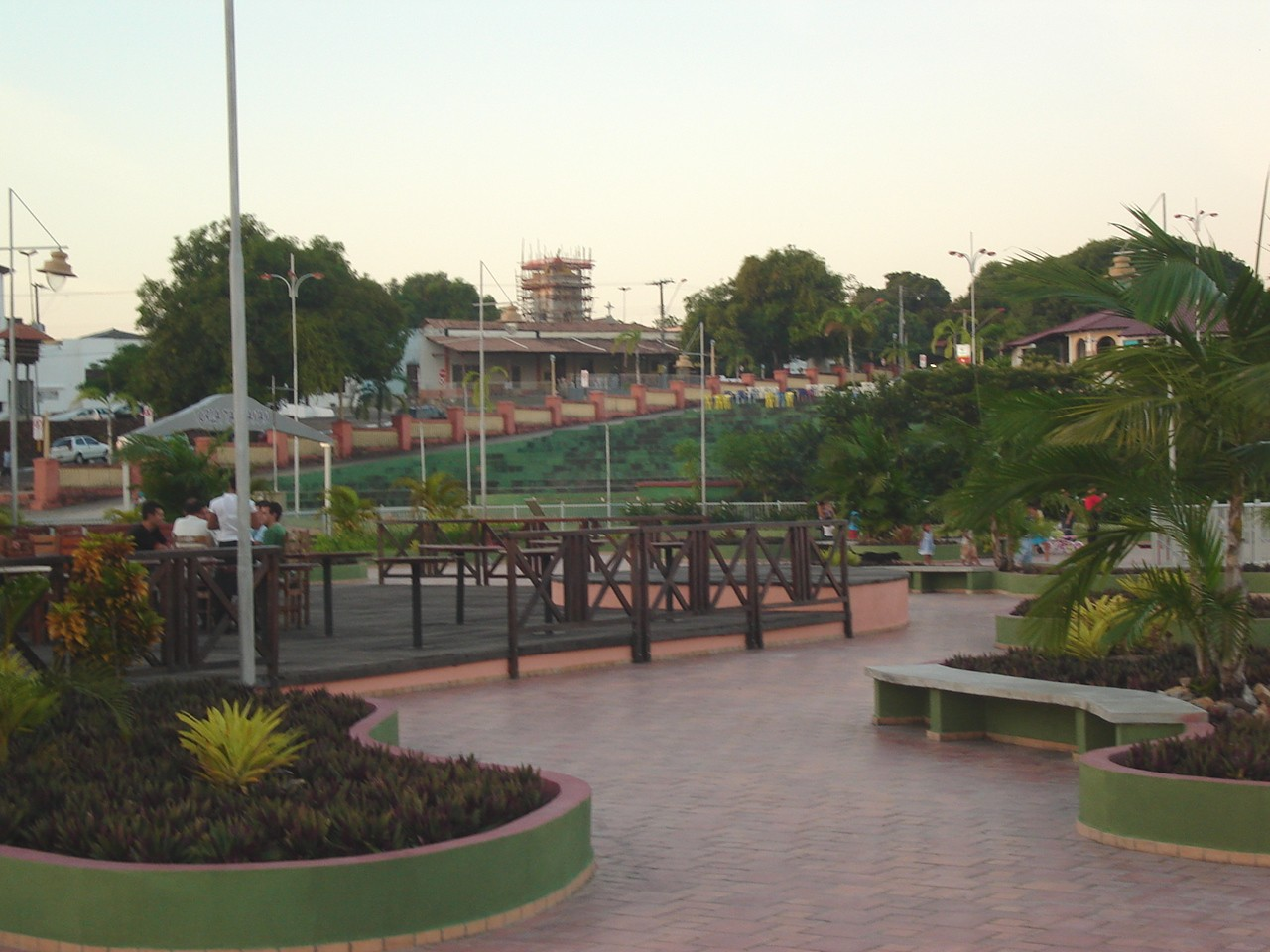
Parte da Plataforma 1. Ao fundo os degraus da Praça Barreto Leite.
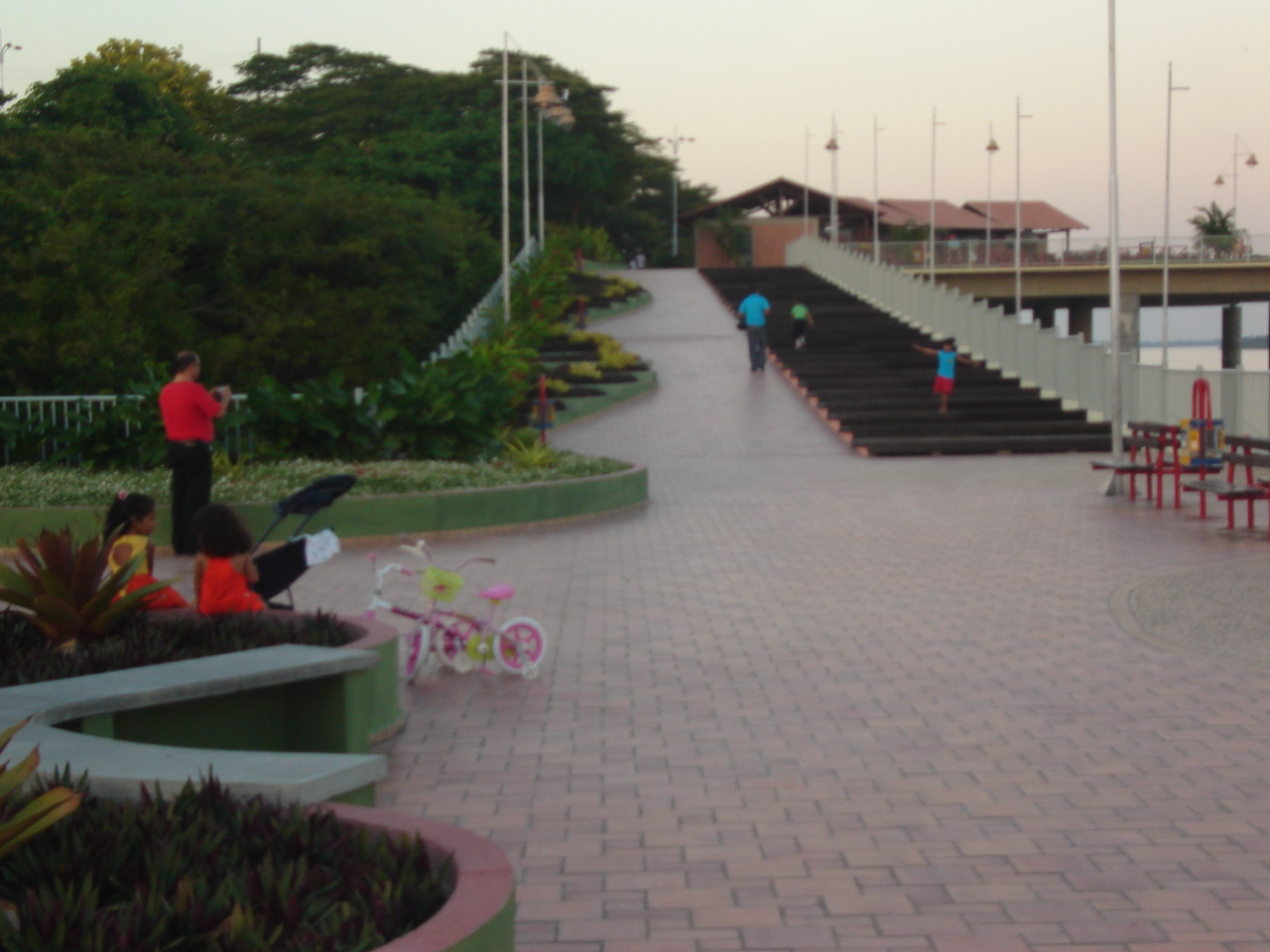
Escadaria para a Plataforma 2.
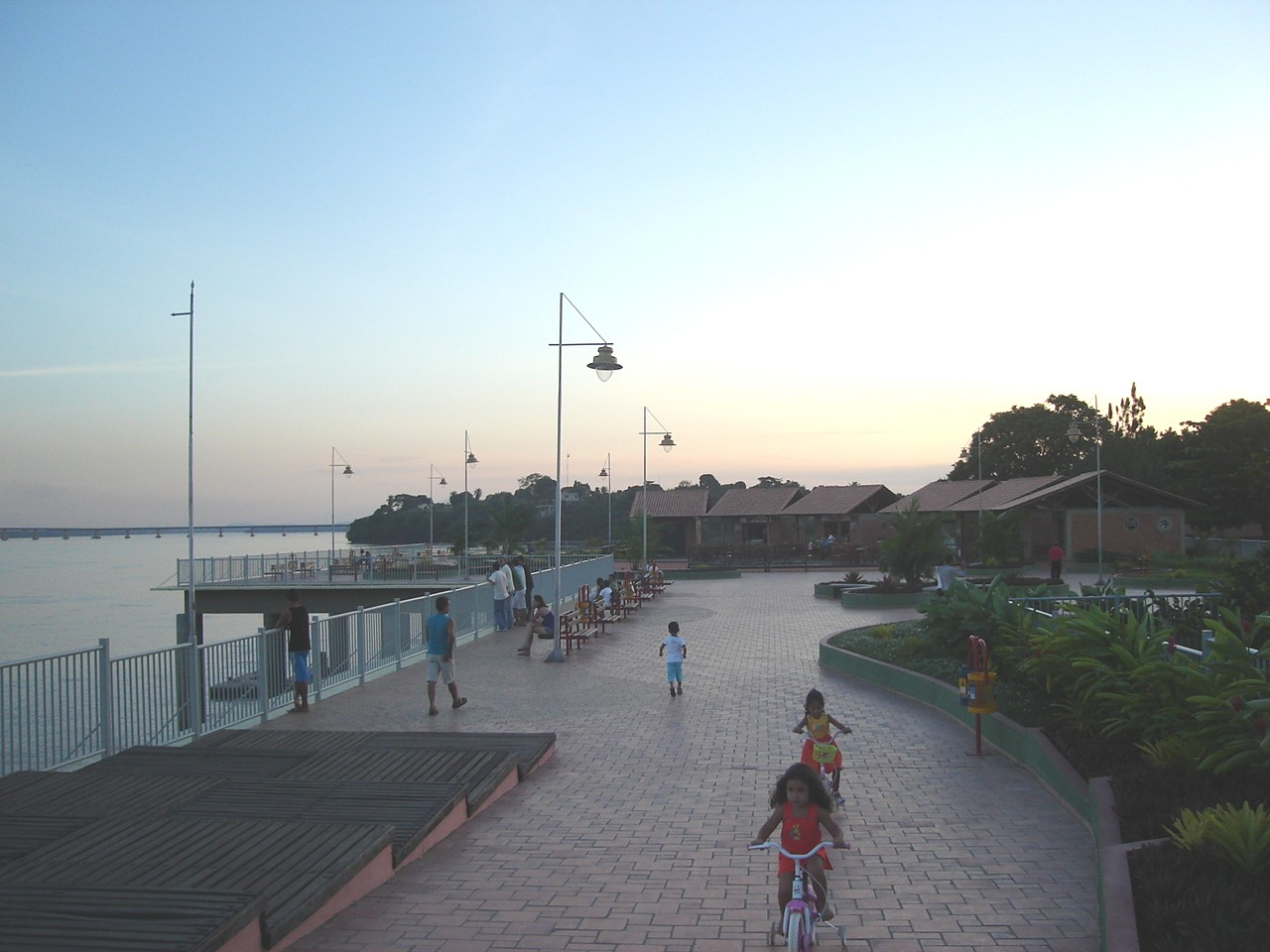
Plataforma 1 e Rio Branco.
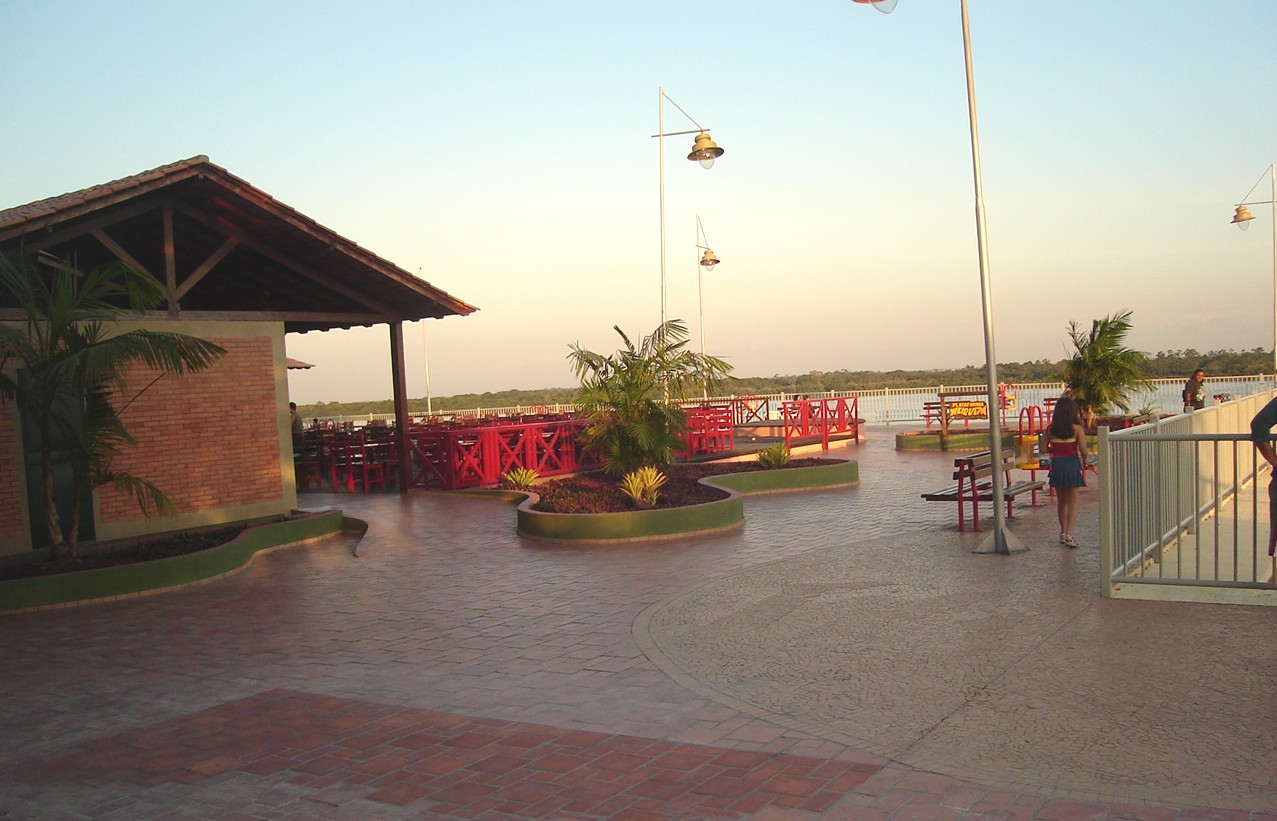
Parte da Plataforma 2.
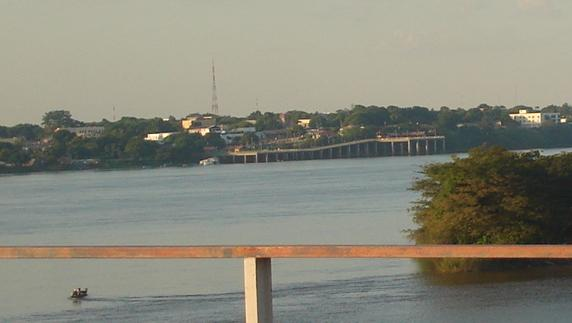
Vista da Orla da Ponte dos Macuxis.
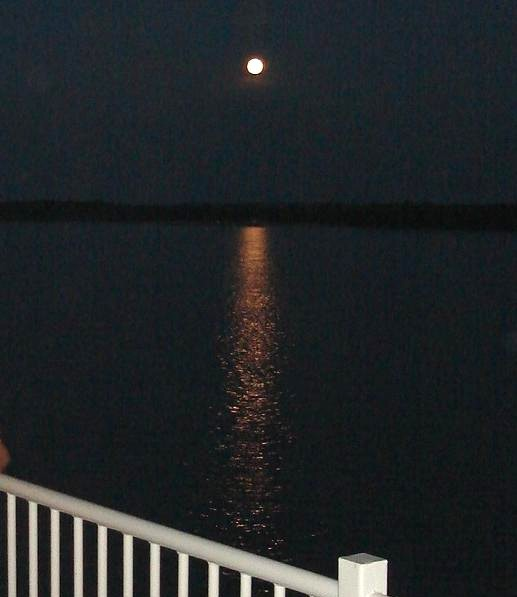
Lua cheia sobre o Rio Branco (foto batida da Orla Taumanã, plataforma Weiquepá).